# Spassovka
Spassovka (en rus: Спасовка) és un poble de l'óblast de Kursk, a Rússia, que en el cens del 2010 tenia 27 habitants. Pertany al districte de Kastórnoie.